# Napaeus isletae
Napaeus isletae é uma espécie de gastrópode da família Enidae.
É endémica de Espanha.